# Bibliothèque du Chat perché
La bibliothèque du Chat perché est une collection française de romans pour la jeunesse créée en 1978 par les éditions Flammarion,. Elle a été arrêtée en 1994.
La collection a réédité sous format relié de poche, plusieurs romans classiques pour la jeunesse, souvent traduits de l'anglais.

## Aspect des livres
Les livres étaient de solides et épais volumes reliés de luxe. Au bas du dos figurait la silhouette d'un chat blanc.

## Liste exhaustive des titres parus
- 1978 : La Maison de l'ours Winnie, de A. A. Milne ; illustré par Ernest Shepard ; traduit par Hélène Seyrès.
- 1978 : La Dernière Harde, de Maurice Genevoix ; illustré par Grégoire Zbroszczyk.
- 1978 : La Petite Maison dans la prairie, de Laura Ingalls Wilder ; illustré par Garth Williams ; traduit par Hélène Seyrès.
- 1978 : La Petite Maison dans la prairie 2 : Au bord du ruisseau, de Laura Ingalls Wilder ; illustré par Garth Williams ; traduit par Catherine Cazier et Catherine Orsot.
- 1978 : La Petite Maison dans la prairie 3 : Sur les rives du lac, de Laura Ingalls Wilder ; illustré par Garth Williams ; traduit par Catherine Cazier et Catherine Orsot.
- 1978 : La Petite Maison dans la prairie 4 : Un enfant de la terre, de Laura Ingalls Wilder ; illustré par Marie-Agnès Jeanmaire ; traduit par Marie-Agnès Jeanmaire et Hélène Seyrès.
- 1978 : La Petite Maison dans la prairie 5 : Un hiver sans fin, de Laura Ingalls Wilder ; illustré par Garth Williams ; traduit par Catherine Cazier et Catherine Orsot.
- 1979 : La Petite Maison dans la prairie 6 : La Petite ville dans la prairie, de Laura Ingalls Wilder ; illustré par Garth Williams ; traduit par Catherine Cazier et Catherine Orsot.
- 1979 : La Petite Maison dans la prairie 7 : Ces heureuses années, de Laura Ingalls Wilder ; illustré par Marie-Agnès Jeanmaire ; traduit par Marie-Agnès Jeanmaire.
- 1979 : À chat perché sur un gratte-ciel, de John Rowe Townsend ; traduit par Marie-Raymond Farré ; illustré par Christian Jauffret.
- 1979 : Le Magicien d'Oz, de L. Frank Baum ; illustré par William Wallace Denslow ; traduit par Yvette Métral.
- 1979 : Phillips le Portugais, de Kenneth Ulyatt ; illustré par Grégoire Zbroszczyk ; traduit par Guy Casaril.
- 1979 : Les Aventures de Paddington 1 : Un Ours venu du Pérou ; Encore des bêtises, de Michael Bond ; illustré par Peggy Fortnum ; traduit par Simone Darses.
- 1979 : Les Aventures de Paddington 2 : Paddington à la rescousse, Paddington à l'étranger, de Michael Bond ; illustré par Peggy Fortnum ; traduit par Catherine Cazier et Catherine Orsot-Naveau.
- 1979 : Les Aventures de Pinocchio, de Carlo Collodi ; illustré par Enrico Mazzanti ; traduit par Claude Poncet.
- 1979 : L'Invasion jaune. 1 : La Mobilisation sino-japonaise, d'capitaine Danrit.
- 1979 : L'Invasion jaune. 2 : La Stratégie de la haine, de capitaine Danrit.
- 1979 : L'Invasion jaune. 3 : À travers l'Europe, de capitaine Danrit.
- 1979 : Kerlouan, marin du roi...., de Loïc Du Rostu ; illustré par Maurice Collet.
- 1979 : Histoire du Docteur Dolittle, de Hugh Lofting ; illustrations de l'auteur ; traduit de l'anglais par Farid Chennoune.
- 1979 : Les Voyages du Docteur Dolittle, de Hugh Lofting ; illustrations de l'auteur ; traduit de l'anglais par Jean-Michel Denis.
- 1980 : Kerlouan, marin du roi... : La Guerre d'indépendance américaine, de Loïc Du Rostu ; illustré par Maurice Collet.
- 1980 : La Petite Maison dans la prairie 8 : Les Jeunes mariés, de Laura Ingalls Wilder ; illustré par Garth Williams ; traduit par Hélène Seyrès.
- 1980 : Les Aventures de Paddington 3 : Paddington en liberté, Paddington prend des risques, de Michael Bond ; illustré par Peggy Fortnum ; traduit par Catherine Cazier et Catherine Orsot-Naveau.
- 1980 : Les Aventures de Paddington 4 : Paddington au travail, Paddington se rend en ville, de Michael Bond ; illustré par Peggy Fortnum ; traduit par Catherine Cazier.
- 1980 : La Poste du Docteur Dolittle (Doctor Dolittle's Post Office), de Hugh Lofting ; illustré par l'auteur ; traduit par Marie-Agnès Jeanmaire.
- 1980 : Le Jardin secret, de Frances Hodgson Burnett ; illustré par Arcady (Avraham Moshnyaguer) ; traduit par Carole Gratias.
- 1980 : Chroniques de Narnia 1 : L'Armoire magique, de C. S. Lewis ; illustré par Arcady ; traduit par Anne-Marie Dalmais.
- 1980 : Winnetou, l'homme de la prairie 1, de Karl May ; illustré par Grégoire Zbroszczyk.
- 1980 : Winnetou, l'homme de la prairie 2 : Le Trésor des montagnes Rocheuses, de Karl May ; illustré par Grégoire Zbroszczyk.
- 1980 : Winnetou, l'homme de la prairie 3 : La Trahison des Comanches, de Karl May ; illustré par Grégoire Zbroszczyk ; traduit et adapté par Nathalie Gara.
- 1981 : Winnetou, l'homme de la prairie 4 : Dans la forteresse des trappeurs, de Karl May ; illustré par Grégoire Zbroszczyk ; traduit et adapté par Nathalie Gara.
- 1981 : Papa-Longues-Jambes, de Jean Webster ; illustré par Lise Le Cœur et dessins au trait de l'auteur ; traduit par Yvette Métral.
- 1981 : Vendredi ou la Vie sauvage, de Michel Tournier.
- 1981 : Colomba, de Prosper Mérimée ; illustré par Yvon Le Gall.
- 1981 : Malataverne, de Bernard Clavel.
- 1981 : Poil de carotte, de Jules Renard ; illustré par Félix Vallotton.
- 1981 : La Neige en deuil, d'Henri Troyat.
- 1981 : Le Merveilleux pays d'Oz (The Marvelous Land of Oz), de L. Frank Baum ; illustrations de John R. Neill ; traduit par Georges Lelièvre.
- 1981 : Premier de cordée, de Roger Frison-Roche.
- 1981 : La Grande crevasse, de Roger Frison-Roche.
- 1982 : Retour à la montagne, de Roger Frison-Roche.
- 1982 : Chroniques de Narnia 2 : Le Prince Caspian, de C. S. Lewis ; illustrations de Pauline Baynes ; traduit par Anne-Marie Dalmais.
- 1982 : Viou, d'Henri Troyat.
- 1982 : Peter Pan, de James Matthew Barrie.
- 1982 : Le Renard, de Goethe.
- 1982 : Le Blé en herbe, de Colette.
- 1982 : Ozma, la princesse d'Oz, de L. Frank Baum.
- 1982 : Les Yeux de la forêt, de Florence Engel Randall.
- 1982 : Dadou, gosse de Paris, de T. Trilby.
- 1982 : Moineau, la petite libraire, de T. Trilby.
- 1982 : Les Aventures de Sherlock Holmes 1, d'Arthur Conan Doyle ; illustrations d'Aude Crognier ; traduit de l'anglais par Bernard Tourville.
- 1982 : La demoiselle Cygne, de Howard Pyle ; illustré par Michel Guiré-Vaka ; traduit par Hélène Seyrès.
- 1982 : L'anneau d'or, de Howard Pyle ; illustré par Graham Percy ; traduit par Hélène Seyrès.
- 1983 : Les Aventures de Sherlock Holmes 2, d'Arthur Conan Doyle ; illustrations d'Aude Crognier ; traduit de l'anglais par Bernard Tourville.
- 1983 : La Main qui Frappe et Winnetou (traduction de Winnetou 3) , de Karl May ; illustrations de Grégoire Zbroszczyk ; traduit et adapté de l'allemand par Nathalie Gara.
- 1983 : Chroniques de Narnia 3 : Le Voyage de la Belle Aurore, de C. S. Lewis ; illustré par Pauline Baynes ; traduit par Michel Baron.
- 1984 : Chroniques de Narnia 4 : Le Fauteuil d'argent, de C. S. Lewis ; illustré par Pauline Baynes ; traduit par Hélène Seyrès.